# Ewa Paradiesová

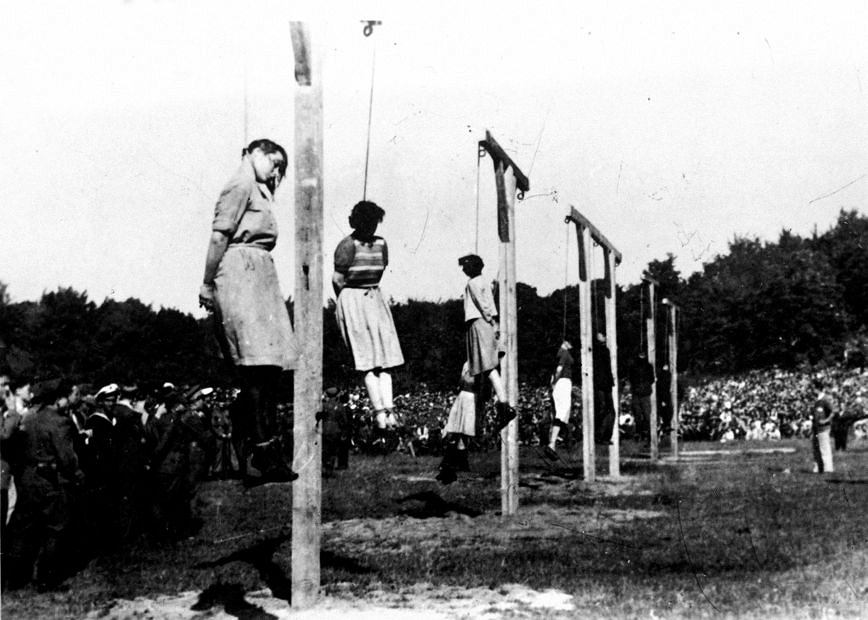
Poprava stráží koncentračního tábora Stutthof dne 4. července 1946. Paradiesová je druhá zleva.

Ewa Paradiesová (17. prosince 1920 Lębork – 4. července 1946 Gdańsk) byla během druhé světové války dozorkyně v koncentračním táboře Stutthof.

## Biografie
V srpnu 1944 odjela do tábora Stutthof SK-III na výcvik jako dozorkyně. V říjnu 1944 byla převelena do tábora Bromberg-Ost (pobočný ženský tábor tábora Stutthof) a v lednu 1945 zpět do hlavního tábora Stutthof. V dubnu 1945 doprovázela jeden z posledních transportů vězňů žen do pobočného tábora v Lauenburgu a poté utekla.

## Poválečné období
Byla zajata a obžalovaná u soudu v procesu Stutthof. Jedna ze svědkyň vypověděla, že nařídila skupině vězněných žen, aby se v mrazivém zimním počasí svlékly, pak je kropila ledově studenou vodou a pokud se ženy pohnuly byly bité. Pro své brutální chování, včetně způsobení smrti některých vězeňkyň, byla odsouzena k smrti. Veřejně popravena byla oběšením na kopci poblíž Gdaňsku 4. července 1946.